# تامدی‌بلاغ
تامدی‌بلاغ (به ازبکی: Tomdibuloq، تامدی‌بولاق) یک شهرک در ازبکستان است که در ناحیه تامدی واقع شده‌است. تامدی‌بلاغ ۱۰٬۴۰۰ نفر جمعیت دارد و ۲۹۷ متر بالاتر از سطح دریا واقع شده‌است.